# Jungo Fujimoto
Jungo Fujimoto (Yamato, Prefectura de Kanagawa, Japó, 24 de març de 1984) és un futbolista japonès que disputà tretze partits amb la selecció japonesa.